# Murgab
El Murgab (en persa, مرغاب) és un riu de la part central d'Àsia que neix al nord-oest de l'Afganistan i travessa en la mateixa direcció el desert de Karakum, cap al Turkmenistan, disminuint el seu cabal gradualment fins que desapareix dins cinc llacunes al desert de Karakum. Té una llargada total de 852 km (350 km dins el Turkmenistan).
Amb les seves aigües hom rega camps de cotó. Té el màxim cabal uns 340 km abans de la seva extinció.
També hi ha un riu amb el mateix nom que neix al nord-est de l'Afganistan i travessa el Tadjikistan, fins a desembocar a l'Amudarià.